# Isolobodontinae
Sous-famille
Les Isolobodontinae forment une sous-famille de Rongeurs de la famille des Capromyidae. ils sont désormais tous éteints.
Cette sous-famille a été décrite pour la première fois en 1989 par le zoologiste et biologiste américain Charles Arthur Woods.

## Liste des genres et espèces
Selon Mammal Species of the World (version 3, 2005)  (17 janv. 2013) et ITIS (17 janv. 2013) :
- genre Isolobodon J. A. Allen, 1916
  - † Isolobodon montanus (Miller, 1922)
  - † Isolobodon portoricensis J. A. Allen, 1916

Selon Paleobiology Database (17 janv. 2013) :
- genre Zazamys MacPhee et Iturralde-Vinent, 1995
  - † Zazamys veronicae MacPhee and Iturralde-Vinent, 1995 - espèce fossile type